# 조 돈 베이커
조 돈 베이커(Joe Don Baker, 1936년 2월 12일 ~ 2025년 5월 7일)는 미국의 배우이다.

## 출연 작품
- 머드 (2012)
- 스트레인지 와일더니스 (2008)
- 해저드 마을의 듀크 가족 (2005)
- 베가스, 시티 오브 드림스 (2001)
- 조는 못말려 (2001)
- 포스 오브 네이처 (1999)
- 명탐정 말로위 (1998)
- 조지 웰러스 (1997)
- 007 네버 다이 (1997)
- 화성 침공 (1996)
- 그래스 하프 (1995)
- 표범 (1995)
- 블랙 써클 (1995)
- 심층 (1995)
- 007 골든 아이 (1995)
- 콩고 (1995)
- 링 오브 스틸 (1994)
- 청춘 스케치 (1994)
- 권력자 콘 (1992)
- 제이제이 (1992)
- 케이프 피어 (1991)
- 크리미날 로 (1988)
- 메두사 파괴 공작 (1987)
- 007 리빙 데이라이트 (1987)
- 호스티지 달라스 (1986)
- 파이널 저스티스 (1985)
- 엣지 오브 다크니스 (1985)
- 후레치 (1985)
- 내츄럴 (1984)
- 조이스틱스 (1983)
- 마지막 남은 처녀 (1981)
- 더 팩 (1977)
- 더 샤도우 오브 치카라 (1977)
- 아웃핏 (1974)
- 골든 니들 (1974)
- 워킹 톨 (1973)
- 돌파구 (1973)
- 쥬니어 보너 (1972)
- 와일드 로버스 (1971)
- 6시 아담 (1970)
- 황야의 7인 2 (1969)
- 폭력 탈옥 (1967)

### 텔레비전
- 딜론 보안관 (1966, 1969)
- In the Heat of the Night (1989)